# Yuki-Onne Tessera
La Yuki-Onne Tessera è una formazione geologica della superficie di Venere.
Prende il nome dalla yuki-onna, spirito giapponese della morte e del gelo.